# Rijdend bijkantoor

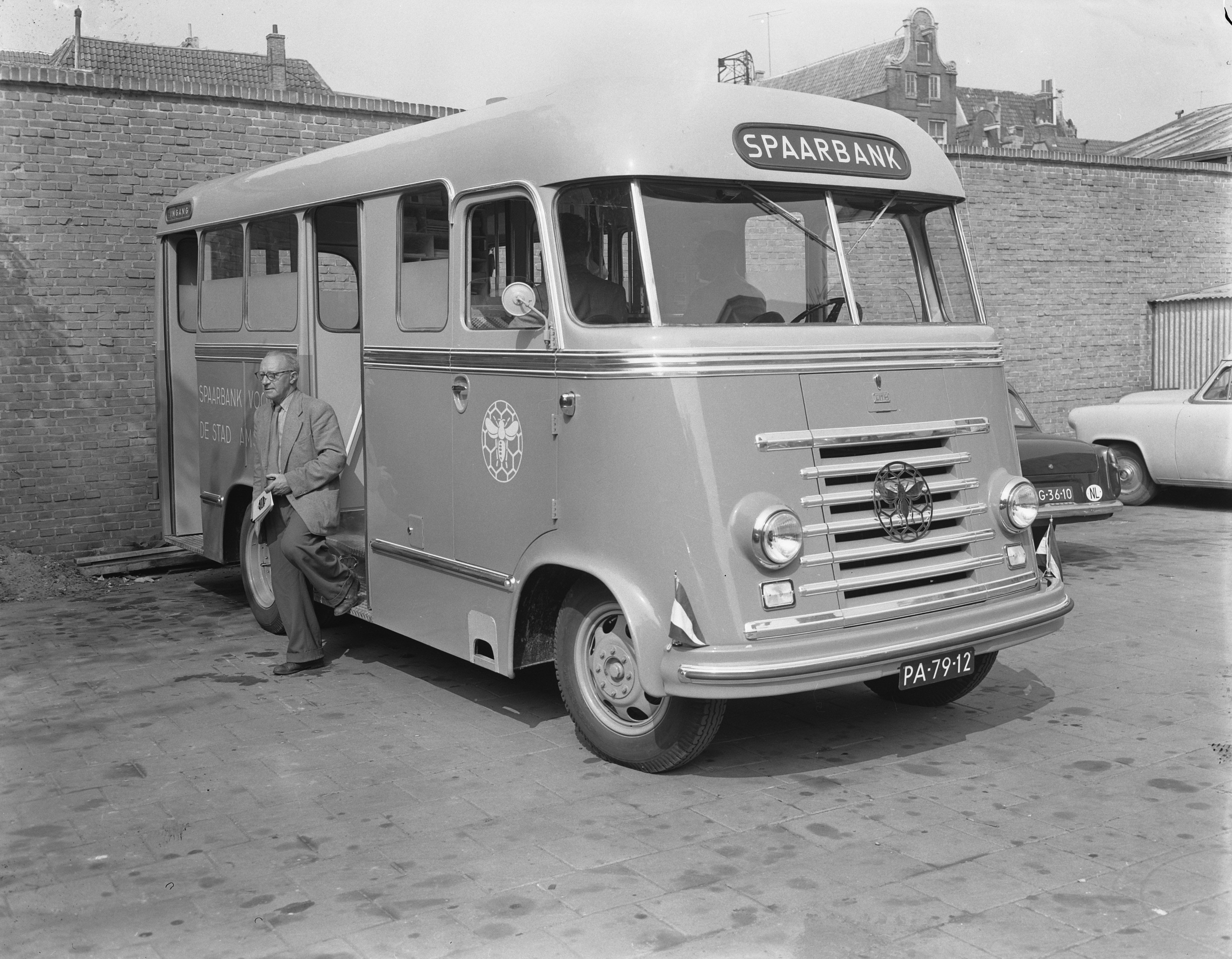
Rijdend bijkantoor van de Spaarbank voor de stad Amsterdam in 1955.

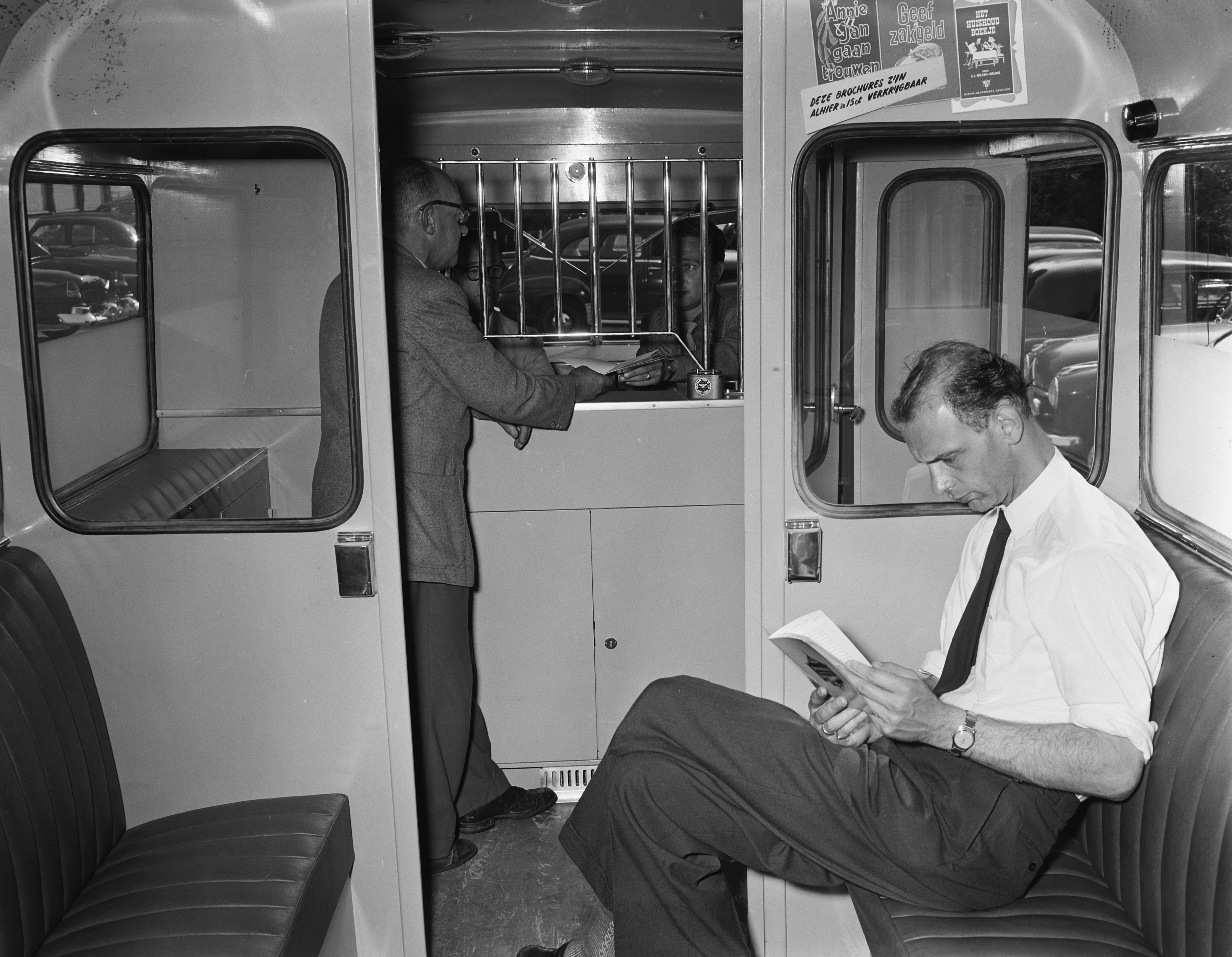
Interieur

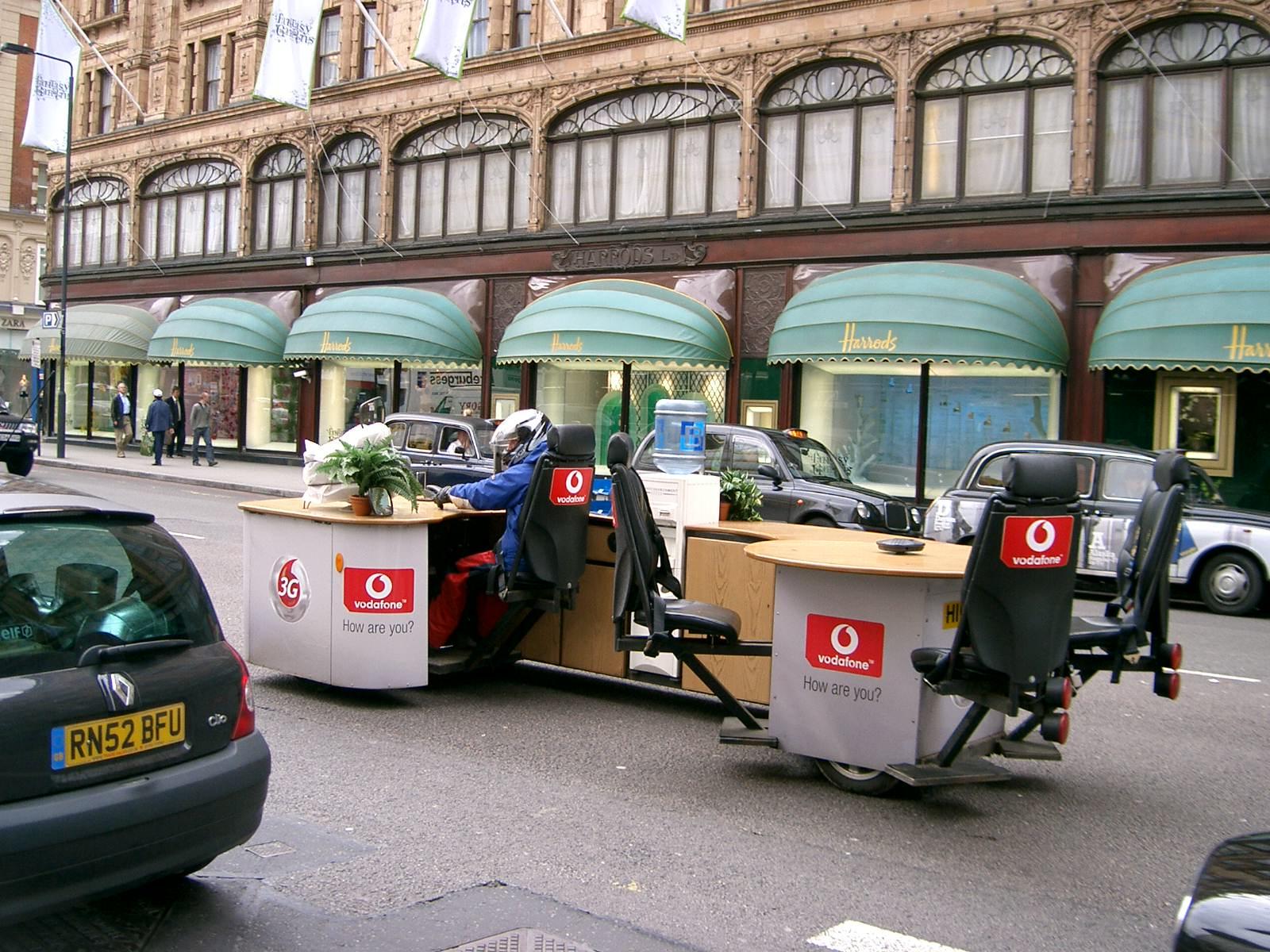
Een rijdend bijkantoor in Londen

Een rijdend bijkantoor is een mobiel kantoor of filiaal van bijvoorbeeld een bank of bibliotheek.

## Geschiedenis
Om bewoners van nieuwe wijken waar nog geen bankkantoor was toch faciliteiten te bieden besloot de Spaarbank te Rotterdam in 1949 een bestelbus om te bouwen tot rijdend bijkantoor ook wel "Bankbus" genoemd. Hiermee werd op gezette tijden standplaats gehouden en door middel van een bord met dag en tijdstip van aanwezigheid, meestal een uur, aangegeven. Er werd standplaats gehouden in nieuwe wijken maar ook in dorpen in de omgeving waar geen bankkantoor was gevestigd. Al spoedig daarna kwamen  in de jaren vijftig ook andere spaarbanken hiermee zoals de Spaarbank voor de stad Amsterdam en spaarbanken in Delft, Dordrecht, Schiedam, Vlaardingen en Zaandam. De algemene banken volgde pas later en ook in Madurodam kwam er een.
In het begin werden omgebouwde vrachtwagens of bestelbussen gebruikt. Later kwamen er speciaal ontworpen modellen die vaak een carrosserie en uiterlijk van een kleine lijnbus hadden, maar in kleur en met opschriften van de bank en in de richtingfilm de tekst "Spaarbank". Ook werden er houten keten, modellen die afgeleid waren van een SRV-wagen, een omgebouwde oude lijnbus of een touringcar gebruikt. Het rijdend bijkantoor bezat een in en uitstapdeur en voor de chauffeur en bankemployée een eigen deur. In het interieur was een ruimte voor het personeel met loketten en een wachtruimte. Het laatste rijdende bijkantoor van een bank in Nederland was van Fortis ten behoeve van bejaardenhuizen in Amsterdam en bestond tot in juli 2001.
Ook een Bibliotheekbus is een rijdend bijkantoor ook wel "Biebbus" genoemd. Ook voor andere bedrijven of instellingen zijn deze er geweest en in sommige gevallen nog steeds.  